# Saison 3 d'Earl
 (décembre 2021).
Si vous disposez d'ouvrages ou d'articles de référence ou si vous connaissez des sites web de qualité traitant du thème abordé ici, merci de compléter l'article en donnant les références utiles à sa vérifiabilité et en les liant à la section « Notes et références ».
Chronologie
Saison 2 Saison 4
Cet article présente le guide des épisodes de la troisième saison de la série télévisée Earl (My Name is Earl).

## Épisodes

### Épisode 1:Détenu 28301-016:1repartie
- États-Unis : 27 septembre 2007 sur NBC
- France : 7 février 2009 sur M6

- Noah Crawford (Earl enfant)
- Giovanni Ribisi (Ralph Mariano)
- Ben Foster (Glenn Shipley)
- Kevin Sussman (Dwayne)
- Josh Wolf (Josh)

### Épisode 2:Détenu 28301-016:2epartie
- États-Unis : 27 septembre 2007 sur NBC
- France : 14 février 2009 sur M6

- Ben Foster (Glenn Shipley)
- Noah Crawford (Earl enfant)
- Bill Macy (Whiskey Pete)

### Épisode 3:L'Amour vache
- États-Unis : 4 octobre 2007 sur NBC
- France : 21 février 2009 sur M6

- Rigo Sanchez (Hector)
- Page Kennedy (Jamal)
- Larry Joe Campbell (Ron, un gardien de prison)
- Dee Wallace (la Gouverneur Warden)
- Craig T. Nelson (M. Warden, le directeur de la prison)
- Edward James Gage (Officier de police)

### Épisode 4:Le hasard fait bien les choses
- États-Unis : 11 octobre 2007 sur NBC
- France : 28 février 2009 sur M6

- Michael Rapaport (Frank)
- Howie Mandel (lui-même)
- Raymond Cruz (Paco)

### Épisode 5:Libre dans sa tête
- États-Unis : 18 octobre 2007 sur NBC
- France : 7 mars 2009 sur M6

- Leo Fitzpatrick (Sonny)
- Louis T. Moyle (Dodge)
- Trey Carlisle (Earl Jr)
- Miguel Varoni (Javier)

### Épisode 6:La Fiancée de Frank
- États-Unis : 25 octobre 2007 sur NBC
- France : 14 mars 2009 sur M6

- Michael Rapaport (Frank)
- Alyssa Milano (Billie)

### Épisode 7:L'Amérique en danger:1repartie
- États-Unis : 1er novembre 2007 sur NBC
- France : 21 mars 2009 sur M6

- Alex Endeshaw (Sikh)
- Phyllis Applegate (la grand-mère de Darnell)
- Frank Collison (Rick James)
- Mike O'Malley (Stuart)
- Josh Wolf (Josh)
- Gregg Binkley (Kenny James)
- Kathy Kinney (Officier Bowman)
- Dan Coscino (lui-même)
- Timothy Stack (Lui-même)

### Épisode 8:L'Amérique en danger:2epartie
- États-Unis : 1er novembre 2007 sur NBC
- France : 28 mars 2009 sur M6

- Alex Endeshaw (Sikh)
- Joey Diaz (Joey)
- Josh Wolf (Josh)
- Gregg Binkley (Kenny James)
- Dale Dickey (Patty)
- Abdoulaye NGom (Nescobar-A-Lop-Lop)
- Kathy Kinney (Officier Bowman)
- Dan Coscino (lui-même)

### Épisode 9:Le chef c'est moi:1repartie
- États-Unis : 8 novembre 2007 sur NBC
- France : 4 avril 2009 sur M6

- Tamala Jones (Liberty)
- DJ Qualls (Ray-Ray)
- Raymond Cruz (Paco)
- Michael Rapaport (Frank)
- Dee Wallace (la Gouverneur Warden)
- Craig T. Nelson (M. Warden, le directeur de la prison)

### Épisode 10:Le chef c'est moi:2epartie
- États-Unis : 15 novembre 2007 sur NBC
- France : 11 avril 2009 sur M6

- Tamala Jones (Liberty)
- DJ Qualls (Ray-Ray)
- Louis T. Moyle (Dodge)
- Raymond Cruz (Paco)
- Michael Rapaport (Frank)

### Épisode 11:L'homme qui murmurait à l'oreille de la racaille
- États-Unis : 29 novembre 2007 sur NBC
- France : 18 avril 2009 sur M6

- Dee Wallace (la Gouverneur Warden)
- Craig T. Nelson (M. Warden, le directeur de la prison)
- Shawn Hatosy (John)
- Connie Ray (Mme Clevenger)

### Épisode 12:La Grande Évasion
- États-Unis : 6 décembre 2007 sur NBC
- France : 25 avril 2009 sur M6

- Craig T. Nelson (M. Warden, le directeur de la prison)
- Raymond Cruz (Paco)
- Michael Rapaport (Frank)

### Épisode 13:Le mal me fait du bien
- États-Unis : 10 janvier 2008 sur NBC
- France : 2 mai 2009 sur M6

- Giovanni Ribisi (Ralph Mariano)
- Alyssa Milano (Billie)
- Gregg Binkley (Kenny James)

### Épisode 14:Entre la vie et la mort:1repartie
- États-Unis : 3 avril 2008 sur NBC
- France : 9 mai 2009 sur M6

- Alyssa Milano (Billie)
- Beau Bridges (Carl Hickey)
- Mike O'Malley (Stuart)
- Jane Lynch (Sissy)
- Billy Gardell (Officier Hoyne)
- Nancy Lenehan (Kay Hickey)
- Ravi Kapoor (Le docteur indien)

### Épisode 15:Entre la vie et la mort:2epartie
- États-Unis : 3 avril 2008 sur NBC
- France : 16 mai 2009 sur M6

- Alyssa Milano (Billie)
- Ravi Kapoor (Le docteur indien)
- Paris Hilton (elle-même)
- Skyler Gisondo (Gerald "Gerry)
- Josh Wolf (Josh)

### Épisode 16:L'Échappée belle
- États-Unis : 10 avril 2008 sur NBC
- France : 22 mai 2009 sur M6

- Alyssa Milano (Billie)
- Paul Teutul junior (lui-même)
- Michael Teutul (lui-même)
- Paul Teutul senior (lui-même)

### Épisode 17:Mauvaise Graine
- États-Unis : 17 avril 2008
- France : date inconnue

- Beau Bridges (Carl Hickey)
- Kevin Sussman (Dwayne)
- Michael Peña (Circus)
- Abdul Goznobi (Iqball)
- Jeffrey G. Barnett (Clayton)
- Ed Brigadier (Joe)

### Épisode 18:Killerball
- États-Unis : 24 avril 2008

- Alyssa Milano (Billie)
- Christopher Thornton (Brett)
- Dale Dickey (Patty)
- Noah Crawford (Earl jeune)

### Épisode 19:Jamais deux sans trois
- États-Unis : 1er mai 2008

- Alyssa Milano (Billie)
- Michael Rapaport (Frank)
- Mike O'Malley (Stuart)
- Gregg Binkley (Kenny James)
- Raymond Cruz (Paco)
- Louis T. Moyle (Dodge)
- Trey Carlisle (Earl Jr.)

### Épisode 20:Mano a mano a mano
- États-Unis : 8 mai 2008

- Alyssa Milano (Billie)
- Jon Heder (Joel Malone)

### Épisode 21:Ah les femmes:1repartie
- États-Unis : 15 mai 2008

- Alyssa Milano (Billie)
- Mike O'Malley (Stuart Daniels)
- Nancy Lenehan (Kay Hickey)
- Gregg Binkley (Kenny James)
- Abdoulaye NGom (Nescobar-A-Lop-Lop)
- Bill Suplee (Willie le facteur borgne)
- Noah Crawford (Earl jeune)
- Abdul Goznobi (Iqball)
- Jack Axelrod (M. Electrolarynx)
- Silas Weir Mitchell (Donny Jones)
- Kathryn Joosten (la mère de Donny)
- Dan Coscino (lui-même)
- Frank Collison (le père de Kenny)
- Billy Gardell (Officier Hoyne)

### Épisode 22:Ah les femmes:2epartie
- États-Unis : 15 mai 2008

- Alyssa Milano (Billie)
- Mike O'Malley (Stuart Daniels)
- Nancy Lenehan (Kay Hickey)
- Gregg Binkley (Kenny James)
- Abdoulaye NGom (Nescobar-A-Lop-Lop)
- Bill Suplee (Willie)
- Billy Gardell (Officier Hoyne)
- Brandon Ficara (Kevin)